# 邪神伝説シリーズ
『邪神伝説シリーズ』（じゃしんでんせつシリーズ）は、矢野健太郎による日本の漫画作品。『月刊コミックNORA』（学習研究社（現・学研ホールディングス）にて、1987年から1992年まで不定期に連載された。
クトゥルフ神話を題材とした日本のコミックとしては初期の作品であり、ノーラの誌面がSF作品主流だった時期に連載が始まった。
単行本は全5巻で、1巻が1988年、5巻が1993年に刊行された。
2014年にクリーク・アンド・リバー社より全5巻の同構成で電子書籍版が販売されている。カラーページが再録差し替えとなっている他、書き下ろしの筆者後書きが追加されている。

## 作品解説
邪神伝説シリーズはアメリカの怪奇小説家ハワード・フィリップス・ラヴクラフトによって描かれた物語を下地にオーガスト・ダーレス達、数多くの作家によって築かれたシェアードワールド「クトゥルフ神話」の1つとして描かれている。
作者の言葉を借りると、土台はダーレス版クトゥルー神話だが、テーマはラヴクラフトの原神話を目指しているとのことで、そこに作者自身が考えた設定・解釈を加えて独自の世界観を築いている。そのためダーレス神話の例に則り、邪神は地水火風の四大に分けられて相互に対立し、邪神の対抗者としてベテルギウスの旧神がいる。特徴的なオリジナル設定としては、旧支配者や旧支配者を崇拝する邪教徒に対抗する人間達の組織としてケイオス・シーカー（混沌の索求者）なる武装・超能力者集団が登場する。
作品は、旧支配者の一柱ハストゥールの力を使う少女星間渚を主人公とした連作＜渚事件簿シリーズ＞と、それ以外の短編で構成される。もともと最初の『ラミア』を書き始めた時点ではクトゥルー神話ではなかったが、神話要素が入りシリーズ化に至った。
ラヴクラフトやダーレスなどの有名作家だけではなく、日本のクトゥルフ作家の作品も参考に用いるなど、複数の作品の設定を「過去にあった事実として」描いている。特に大滝啓裕のゲームブック『暗黒教団の陰謀 輝くトラペゾヘドロン』との繋がりが大きい。世界を崩壊させかねない要因として、旧支配者に加えて、過去作品からの流れで核戦争が挙げられ、また時代背景として原発がちらついている。

## エピソード一覧
ラミア
ノーラ1987年3月号掲載。ラミアが登場。禁忌を冒した魔導師ラミアがやって来る。ラミアは追手の邪神に別の邪神で対抗し、邪神同士の戦いで世界が崩壊するが、ナイアルラトホテップがラミアを殺して出来事を無かったことにする。
ケイオスシーカー
ノーラ1988年3月号掲載。星間渚は、風の邪神ハストゥールに連なる者だが、両親から何も知らされず育った。ハストゥールの復活を防がんとする水の勢力、地の勢力、そしてケイオスシーカーのケインが渚を狙う。
ダーク・マーメイド
ノーラ1989年4・5月号掲載。『インスマウスの影』の日本版であり、主人公と惹かれ合う美女が登場する。原案には存在しない独自要素であったが、後にTBSドラマ版『インスマスを覆う影』やスペイン映画『DAGON』でも同設定の美女が登場しており、作者は現代劇にアレンジしたことで類似したのではないかと振り返っている。
渚事件簿1 渚クライシス
ノーラ1988年12月号掲載。ケイオスシーカーのチベット本部でのラブコメ。
渚事件簿2 シンプル・ケース
ノーラ1989年12月号掲載。銀の秘鑰にまつわる幻夢譚。
渚事件簿3 ポイント・オブ・カース
ノーラ1990年6・7月号掲載。霊能者とテレビ局が呪いの館を探る。
渚事件簿4 ラスト・クリエイター
ノーラ1990年11・12・1991年1月号掲載の旧題『旧き神の帰還』を改題加筆。『狂気の山脈にて』やブライアン・ラムレイ『狂気の地底回廊』の続編。宇宙から古のものが飛来し、地球を再支配しようとする古のもの、ケイオスシーカー、邪神崇拝者の三つ巴の争いが勃発する。
コンフュージョン
『尖塔の魔女』を改題・加筆100枚。美亜が登場。作者自身が作者自身が「最大の問題作」と表現する2作の1つ。惑占美亜はケイオスシーカーの任務で黒石碑を探りに赴くが、村人たちから魔女と敵視される。
ネフェルティティ
ノーラ1991年5月号掲載。バスト譚。
渚事件簿5 サマー・ウインド
ノーラ1991年10月号掲載。イタカ譚。渚事件簿だが別人物の視点で描かれる。
CALL OF CTHULHU（クトゥルフの呼び出し）
クトゥルフが「わしや」と電話でツァトゥグァを呼び出すシーンから始まるカオスギャグ漫画。作者自身が「最大の問題作」と表現する2作の1つ。
他社・他誌である、ホビージャパンの『コミックマスター』3号掲載。HJではテーブルトークRPG『クトゥルフの呼び声』を発売していることもあり、邪神のカタカナ表記名が異なり、HJ側に合わせてある（例：クトゥルー→クトゥルフ、ナイアルラトホテップ→ニャルラトテップ）。
渚事件簿6 リ・バース
ノーラ1992年6・8・9月号掲載の『目覚める日』『リ・バース』（前・後）を改題。最終章。冒頭部は『サマー・ウインド』の渚視点であり、渚は星間之里に帰還する。邪神化した渚はケイオスシーカーから抹殺対象とされる。
邪神名鑑
ムー特別編集『クトゥルー神話大全』掲載。3巻収録。解説担当は庫裏島静馬。
ゲームジョッキー ティラムバラム
徳間書店のパソコンゲーム雑誌『テクノポリス』連載漫画『ゲームジョッキー』内での『ティラムバラム』の宣伝回。1992年4月号から4話。単行本未収録であり、2018年に『All Over クトゥルー』に収録される。連載版はメーカー提供資料を原稿に貼り付けることで宣伝としていたが、権利が絡むため、復刻版は該当箇所を新規書き下ろしで補う。
尖塔の魔女
ノーラ1988年9月号掲載。『コンフュージョン』の原型。シリーズの鬼子として持て余し、単行本収録も遅れ、大量加筆と改題が行われた。

## 登場人物

### 渚事件簿シリーズ・ケイオスシーカー
星間 渚（ほしま なぎさ）
登場作品：『渚事件簿シリーズ』『ケイオスシーカー』
初回登場時は15歳の高校生であり、ブラスバンド部の一員であった。彼女は、旧支配者ハストゥールを信仰する星間一族の末裔であり、父親によりハストゥール復活のための生贄とされ、ハストゥールの精を受ける。
その後、ケインの取り成しで対邪神組織のケイオスシーカーの一員となり、ハストゥールより授かった力で旧支配者と戦う道を選択する。性格は明るく元気だが、つらい過去からしばしば鬱になることもある。
ケイオスシーカーの章ではケインが主役として活躍し、渚は何も知らないまま事件に巻き込まれるヒロインの役柄だが、渚事件簿シリーズでは彼女が主役を演じる。
ハストゥールの精を授かったことにより魔風を操る力に長け、さらにバイアキーを使い魔として召喚する能力を持っている。その能力は旧支配者の小神クラスに匹敵する強大なものである。また加齢が止まっており、どんな重傷を負ったとして傷痕一つ残さず治癒する。
実は、CS幹部のマインドコントロールで恐怖心を封印されているから戦士をやれている。正気に戻ってしまったことで混乱に陥り、邪神化してケイオスシーカーから抹殺対象とされる。
ケイン・ムラサメ
登場作品：『ケイオスシーカー』『渚事件簿シリーズ』『コンフュージョン』
『ケイオスシーカー』では主人公を演じ、渚事件簿シリーズでは星間渚の想い人として重要な役割を演じる。
渚を擁護し、彼女を守るためにケイオスシーカーに引き入れる。その一方で任務のためには渚を切り捨てる冷酷さも見せる。
本人の語るところによれば、混沌の力を無力化する以外には特別な力は無いとのことで、超能力を使うことはあまりなく（皆無ではない）、武器として混沌の力を無力化するとされる旧き印と拳銃で戦う。
ケインは外なる神ヨグ・ソトホートの申し子であり、母を生贄とされ双子の弟であるエイベルと共に邪教徒の儀式で生まれた。邪神化してしまった弟を倒し、悔いている。
ラバン師
登場作品：『渚事件簿シリーズ』『コンフュージョン』
ケイオスシーカー（CS）の指導者である三賢人の長。ハストゥールの力に覚醒した渚の力を抑え込むほどの超能力者。出生にわけありのケインや渚を組織に迎え入れた。
オーガスト・ダーレスの『永劫の探究』の登場人物である「ラバン・シュリュズベリイ博士」その人であり、『暗黒教団の陰謀』で得た知識をもとにケイオスシーカーを組織した。
メグ
登場作品：『渚事件簿シリーズ』
CSの女性メンバーであり。念動力者。渚の友人であり教官でもあった。明るく気さくで、渚のことを親身に心配する数少ない人物。
最終章にて邪神の力に覚醒した渚を倒すためにマインドコントロールを受け、渚を核攻撃するまでの足止めの役目を担い、核爆発に巻き込まれて死亡する。
アラン・マクニッシュ
登場作品：『渚事件簿シリーズ』『コンフュージョン』
CSのメンバーで渚の教官・ケインの友人。チベットのCS本部にて、チベット僧侶のような衣服を常に纏った白人。洞察力に優れた使命感のある男性。
かつては惑占美亜らと共にサイキックコマンドとして活躍していた。ある妖魔との戦いで重傷を負い左足を失って実働部隊から退き、後輩を育成する導師の道を選んだ。
最終章の邪神渚との戦いを生き残り、ケイオスシーカーの指導者となる。
松井 孝
登場作品：『ラストクリエーター』『リ・バース』
CSの日本支局の現地駐在員。表向きはフリーライターの肩書きを持っている。『ラストクリエーター』の舞台となった山村の出身。
気楽な性格のようで、冗談もしばしば飛ばすが、仕事は十分にこなせるタイプ。超能力者ではなく、戦いでは拳銃や旧き印などを用いる。メグに思いを寄せている。
雑誌掲載時には邪教徒の村人によって操られた末にケインに殺害されるが、コミック収録時では負傷するものの生き延びて任務を続行する。最終章でメグと共に渚の足止め任務を受け、核爆発で死亡する。
アーシュラ
登場作品：『渚クライシス』『リ・バース』
CSのメンバーの女性、本部所属のサイキックコマンドの1人と思われるが、登場シーンが限られ名前と容貌以外は不明。
ハインツ教授
登場作品：『渚クライシス』
チベットのCS本部に所属し、サイキックコマンドを養成する潜在能力開発課程で教鞭を取る導師の1人。渚からは嫌われている。
星間 招一
登場作品：『ケイオスシーカー』
星間渚の父親、五井観光開発バース支局社員。オーストラリアのエアーズロックの現地調査の際、古代遺跡を発見し、そこで見つけ出した「黄色の署名（イエローサイン）」を妻のもとに送る。招一は15年前にケイオスシーカーに滅ぼされた旧支配者ハストゥールに仕える風の一族「星間之里」の生き残りであり、里がCSの襲撃を受けた混乱に乗じて、妻と生まれて間もない娘・渚を連れて逃げた。動機は、渚がハストゥール復活のための生贄とされる運命であったため。娘のために里を裏切って、CSの襲撃をも手引きした。
しかし旧支配者ハストゥールの信者の血から逃れることができず、エアーズロックで人類以前にハストゥールに仕えた知的生命体「盲目のもの」の遺跡を発見し、ハストゥール復活の鍵となる「黄色の署名」が発見されたことをきっかけに自覚の無いままハストゥールに操られ、渚をハストゥール復活の生贄とするために暗躍することになった。渚の体を通して、ハストゥールの申し子が生まれる直前にハストゥールの魔風を受けて招一は死んだが、その時になって初めて正気を取り戻した。
渚の母
登場作品：『ケイオスシーカー』
星間渚の実の母親。娘をハストゥール復活の生贄とされる運命から逃がれるために15年前に渚を連れ招一と共に星間の里を捨てた。娘思いで面倒見のよい母親。ハストゥールの風で惨殺される。

### ラミア関連
ラミア
登場作品：『ラミア』『コンフュージョン』
異世界ゾシークの魔導師であり、ミラアブのラミアの異名をもつ。外見年齢は十代だが実年齢は352歳である。世界で知られる全ての魔道を習得し、さらなる知識を求め、禁忌を破り究極の門ウムル・アト・タウィルを越え、アザトートの元に至ろうとした。そこで彼女は想像を絶する世界を知ることになり、自らのキャパシティを超えた知識と真理の前に消滅の危機を迎える。その場は何とか逃れるが、ゾシークへの帰還の途中に事故が生じ、日本人・立川順の肉体に憑依することになる。刺客のクトゥグアをクトゥルー召喚で相殺し、巻き込みで文明を崩壊させる。ポストアポカリプスの世界を魔道の力で支配しようと本性を現したところで、ナイアルラトホテップに殺される。
『コンフュージョン』では、尖塔に巣食い瘴気をまきちらす邪神を封印したことと、その120年後に真理を求めてアザトートの元に旅立ったことが描写されている。黒石碑の地下遺跡には、額に旧き印をつけた半人半蛇のミラアブのラミア像がある。
魔道師ラ＝ミアは、真理を求めてアザトートに近づいた結果、外なる神々から罰を落とされた。
美亜＝マドーラ
登場作品：『コンフュージョン』
日本名：惑占美亜（まどうら みあ）、フランス名：美亜・惑占・アルディー。
『コンフュージョン』の主人公。フランス人の父親と日本人の母親のハーフであり、ケイオスシーカーのサイキックコマンド。実力はケインに並ぶエース・コマンドとされる。
惑占美亜は、2つの人格をもち、昼はミアで夜はマドーラと呼ばれる名前の人格が支配している。美亜は、生真面目で融通が利かない性格だが知的で荒事も成し遂げられる有能な人格であり、マドーラはかなり奔放でくだけた性格。この2つの人格が統合されたとき、ラ＝ミアと呼ばれる3つの目を持つ強力な力をもった人格が登場する。第三眼の力は操作が難しく、制御を誤ると周囲を巻き込んでしまう。
容姿はラミア像に瓜二つであった。さらにナイアルラトホテップに翻弄され、可能性の数だけいくつもの世界を巡ることになる。翻弄の最終盤は、人類滅亡を防ぐために戦う姿勢をナイアルラトホテップに嘲笑され、振り切ったところで終わっている。惑占美亜は、ラミアが未来に用意した帰還用の肉体に入り込んだ謎の2つの魂によって生じた存在であることがナイアルラトホテップによって示唆されているが、正体ははっきりしない。
この後、彼女は行方不明になったことが、『リ・バース』にて伝えられている。最終章では惑占美亜の正体も判明する。

## 邪神・旧支配者
アザトート
名前のみの登場。具体的な説明に乏しくほとんどが不明だが、クトゥルーなどの旧支配者の比ではない力を有し、ヨグ・ソトホートなどの外なる神すら凌ぐ圧倒的な存在である。
ヨグ・ソトホート
外なる神。「混沌の究極の実態、一にして全なる神。全ての時空全ての次元に接して存在する超時空の王」と称される。盲目白痴のアザトートから生じた。ヨグ・ソトホートは知性なき主人の意思を代行する従者であるとのことであり、アザトートの従者または副王あるいは宰相と言われる由縁である。
門の守護者であり、禁忌を冒した者に神罰をくだす。人間に対して絶対的な力を振るったハストゥールやクトゥルーなどの旧支配者より圧倒的な上位の存在として描かれている。シリーズ中では2度顕現しており、『ラミア』ではラミアを追跡して惑星ゾシークを破壊し、また『コンフュージョン』では惑占美亜の力に触発されて地球を破壊している。しかしその力が巨大すぎるためか自由に時空間を行き来することが出来ないらしく、ラミアを抹殺するためにクトゥグアやナイアルラトホテップを派遣した。またケインとも関わりがある。
1巻での作品解説では、ラブクラフトの設定を踏襲しては物語が作り難いので、ダーレスの設定を踏襲して描いたとの説明がなされているが、一部でラブクラフトの設定も取り入れていると書いてある。
ナイアルラトホテップ
登場作品：『ラミア』『コンフュージョン』『シンプル・ケース』『リ・バース』『CALL OF CTHULHU』『アリシア・Y』
本作品でもっとも重要な役割を果たす邪神。シリーズの随所で登場し、作品全体のトリックスターとしての役割を果たしている。
唯一封印を免れた邪神。旧支配者・地の精。ヨグ・ソトホートの分身体。ヨグ・ソトホートは顕現に制限があるため、ナイアルラトホテップを派遣する。クトゥルフ神話では一般的にアザトースの配下とされることが多く、本作でヨグ＝ソトースの配下とされているのは特徴的である。
作中では、ナイアルラトホテップを倒すことが出来るのは旧支配者の一柱クトゥグアのみと論じ、旧支配者の中でも主神に匹敵する力を有していると言及されている。また、「時空に蒔かれた混沌の種子」と称した複数のナイアルラトホテップの顕現体が作中に登場する。ときには人間体であったり、自覚すらないこともある。彼らはときには協力どころか対立すらしており、互いに相容れぬことすら混沌のうちと説明される。
『ラミア』では、ラミアとクトゥグアが崩壊させた世界を、ラミアが来る前の状態に戻して滅亡から防いでいる。死に逝くラミアに「邪神がなぜ人間を守る？」と問われ、冷笑と共に答えを告げた。
ハストゥール
登場作品：『ケイオス・シーカー』『渚事件簿』
風の邪神。クトゥルーと敵対している。かつてラバン師はハストゥールの力を借りてクトゥルーと戦った。
星間渚の根幹に関わる重要な邪神であり、このシリーズ自体が壮大なハスター神話である。星間一族が渚を産んだ目的は、子宮をハストゥール復活の門にするためである。
クトゥグァ
登場作品：『ラミア』
火の邪神。『ラミア』にて、ヨグ・ソトホートからラミアへの追手として出現する。火山を噴火させ、無数の「炎の精」をばらまく。姿は外殻ある生物のような形だが、いかなるエネルギー形態をもとることが可能で、兵器を容易に返り討ちにする。出現してからラミアに退去させられるまでのたった一晩で、世界中の文明と国家は崩壊した。
クトゥルー
登場作品：『ラミア』『CALL OF CTHULHU』
水の邪神。『ラミア』ではクトゥグアに対抗するためラミアによって召喚される。クトゥルー勢力はケイオスシーカー活動の大半を占める敵にあたる。太古の時代には古のものがクトゥルーと戦っていた。
ダゴン
登場作品：『ケイオス・シーカー』『ダーク・マーメイド』
水の邪神クトゥルーの眷属たる小神として登場する。『ダーク・マーメイド』ではS県T町で崇められている海神「堕魂」として登場。契約を結んだ漁村に豊漁の恵みを約束する代償として、毎年、少女を生贄を求めた。そして人間の女性と交わり、魚人（インスマウス人）と呼ばれる混血児を生み出し、また交わった女性を半魚半人の人魚としてのけた。
『ケイオス・シーカー』では、ダゴン秘密教団の儀式によって、風の主神ハストゥールの復活を阻止するべく召喚される。だが風の主神に水の小神ではなすすべなく、返り討ちに遭って滅びる。
シュブ＝ニグラト
登場作品：『リ・バース』
「千匹の仔を孕みし森の黒山羊」とも呼ばれる。作中ではずっと眠りについており、『ラスト・クリエイター』にて信者と落とし子「黒き仔山羊」が登場する。
ナイアルラトホテップが時系列に介入している。邪神化した渚が、四億年前に時間移動して、シュブ＝ニグラトが誕生する。眠りにつき、地上に残された女神の肉体が「千の仔山羊」として地上に存在する生物の多くを生み出した。シュブ＝ニグラトの見る夢が、銀の秘鑰で幻夢境に行った渚（地球本来の神々）である。地震が頻発しており目覚めは近いと思われる。
『コンフュージョン』では目覚めたパラレルワールドがあり、ケイオスシーカー本部を全滅させている。
古のもの Elder Thing
登場作品：『ラスト・クリエイター』
人類以前の人類とでも呼ばれるべき生物種族の1つ。高度な科学力で邪神と渡り合った。人類を含む全生命のもとを創造したとも、さらに「旧き印」を作ったともされる。
地球上からは既に姿を消しているが、『ラスト・クリエイター』にて宇宙から1人が飛来し、生き残りへの接触を図る。邪神崇拝者たちは逆に古のもののテクノロジーを奪い取りたいと画策している。

## 用語解説
ゾシーク
ラミアの出身地。パラレルワールドの地球。
ケイオス・シーカー（混沌の索求者 略称・CS）
ラバン・シュリュズベリィ博士（オーガスト・ダーレス『永劫の探究』）によって結成された、チベットに本部を置く旧支配者に対抗する人間の組織。シュリュズベリィ博士は『暗黒教団の陰謀』で得た知識をもとにケイオスシーカーを組織したとされる。組織の長はラバン師、フェラン師、ボイド師の三賢人。
邪神伝説シリーズでは重要な位置づけになるが、ケイン曰く「邪神そのものと対立する力はなく、邪神相互の対立を利用して他の邪神の眷属を味方につけたり、操ったりするのが主な戦術である」とのことである。
国際規模で活動し、世界中に支部があり、また邪神に関して重要な拠点に駐在員を配する。超能力者はほんの一部で、ほとんどのメンバーは銃や混沌の力を無力化する「旧き印」などを武器として戦う。ほか、渚を抹殺するために軍の核爆弾を動かすなど、大きな権限を持つ。
ベテルギウスの旧神
名前のみの登場。旧支配者と敵対しそれを封じ込めた存在。オリオン座のベテルギウスに存在するとされる。星間一族には、旧神の存在すら伝わらず、旧支配者は対立し、互いに力を失い封じ合い、この世界から消滅したとされている。

## 関連作品
- 永劫の探究 - オーガスト・ダーレス作。ラバン・シュリュズベリイ博士が登場する。邪神ハンタージャンルの先行作品。
- 暗黒教団の陰謀 輝くトラペゾヘドロン - 大瀧啓裕作・1987年作品。ゲームブック。

## 既刊情報
- 1巻（1988年9月初版）
- 2巻（1990年9月初版）
- 2巻（1990年9月初版）
- 4巻（1993年2月初版）
- 5巻（1993年8月初版）